# جولي براغا سانتوس
جولي براغا سانتوس (بالبرتغالية: Joly Braga Santos‏) هو موزع وملحن وصحفي برتغالي، ولد في 14 مايو 1924 في لشبونة في البرتغال، وتوفي بنفس المكان في 18 يوليو 1988 بسبب سكتة.

## وصلات خارجية
- جولي براغا سانتوس على موقع IMDb (الإنجليزية)
- جولي براغا سانتوس على موقع ميوزك برينز (الإنجليزية)
- جولي براغا سانتوس على موقع أول ميوزيك (الإنجليزية)
- جولي براغا سانتوس على موقع ديسكوغز (الإنجليزية)